# GC 부산
GC 부산(Game Club Busan)은 대한민국의 다종목 프로게임단으로 2021년 현재 오버워치, 배틀그라운드, 배틀그라운드 모바일 게임단을 운영 중이다.

## 개요
GC 부산은 최초로 연고지역 광역자치단체인 부산광역시에서 설립한 프로게임단으로 과거에는 하스스톤, 포트나이트, 블레이드 & 소울, 리그 오브 레전드, 크레이지레이싱 카트라이더, 왕자영요 프로게임단을 운영했다. 다만 리그 오브 레전드팀의 경우 LCK 아카데미 시리즈 2020 9월 대회와 10월 대회에 참가한 사실이 밝혀졌으며 아마추어팀으로 남게 되었다.

## 리그 오브 레전드

### 연혁
- GC Busan E-SportsLab 창단
- 리그 오브 레전드 챌린저스 코리아 서머 2020 승강전 예선 탈락

### 주요 성적
- LCK 아카데미 시리즈 2020 9월 대회 16강
- LCK 아카데미 시리즈 2020 10월 대회 32강

## 배틀그라운드

### 연혁
- GC Busan Xenics로 팀명 변경 및 GC Busan 스폰서쉽 체결

## 배틀그라운드 모바일

### 연혁
- GC Busan 창단
- GC Busan Reject로 팀명 변경

### 소속 선수
| 이름   | 닉네임  | 포지션   | 비고 |
| ------ | ------- | -------- | ---- |
| 김기륜 | AWAKEN  | 서브오더 |      |
| 김태수 | JUSTHIS | 돌격     |      |
| 김경준 | JUNI    | 지원     |      |
| 박동진 | DongJin | 오더     |      |

### 주요 성적
- PUBG 모바일 스트리트 챌린지 스쿼드업 시즌 3 우승
- PUBG 모바일 클럽 오픈 글로벌 파이널 8위
- PUBG 모바일 스타 챌린지 2019 그랜드파이널 7위
- PUBG 모바일 스트리트 챌린지 스쿼드업 시즌 4 3위
- PUBG 모바일 코리아 & 재팬 스크림 매치 2020 우승

## 오버워치

### 연혁
- 2016년 ~ 2017년 : Team FATCAT 창단
- 2018년 ~ 현재 : GC Busan Wave로 팀명 변경

### 코치진
- 코치 : 김수훈

### 소속 선수
| 이름   | 아이디    | 포지션  |
| ------ | --------- | ------- |
| 정래원 | Snake     | DPS     |
| 임선혁 | Vulture   | DPS     |
| 정준우 | Spera     | DPS     |
| 나경현 | CHAEWOORI | TANK    |
| 배지혁 | ENOCASS   | TANK    |
| 구재모 | xepheR    | TANK    |
| 신현종 | Dotori    | SUPPORT |
| 이준서 | PaeSeul   | SUPPORT |

### 주요 성적
- 2018 오버워치 오픈 디비전 코리아 시즌 1 16강
- 2018 오버워치 오픈 디비전 코리아 시즌 2 우승
- 2018 오버워치 컨텐더스 트라이얼 코리아 시즌 2 3위
- 2018 오버워치 컨텐더스 코리아 시즌 1 8강
- 2018 오버워치 컨텐더스 코리아 시즌 2 8강
- 2018 오버워치 컨텐더스 코리아 시즌 3 8강
- 2019 오버워치 컨텐더스 코리아 시즌 1 5위
- 2019 오버워치 컨텐더스 코리아 시즌 2 5위
- 2020 오버워치 컨텐더스 코리아 시즌 1 13위

## 왕자영요

### 연혁
- GC Busan Camellia 창단
- 2020년 6월 12일 해체